# Manuel Lorenzo González
Emmanuel Lorenzo González (Calañas, 1909 o 1910-Madrid, 1940) fue un político y sindicalista español.

## Biografía
Nacido en la localidad onubense Calañas, hacia 1909 o 1910, de profesión fue empleado de comercio. Estuvo afiliado a la Asociación de dependientes de comercio y empleados de escritorios, sindicato del cual sería vicepresidente (1931), presidente (1933-1934) y también secretario general (1934-1936). Miembro del PSOE, en abril de 1936 fue elegido compromisario del PSOE por Huelva para la elección del nuevo Presidente de la República. Se inició en la masonería, donde empleó el pseudónimo de «Marconi».
Tras el estallido de la Guerra civil se unió a las fuerzas republicanas. Durante la contienda llegaría a formar parte de comisario político del Ejército Popular de la República, siendo comisario de las divisiones 46.ª División —mandada por el «El Campesino»— y 38.ª División, actuando en el frente de Extremadura.
Al final de la contienda fue detenido por los franquistas en Baeza (Jaén). Sería trasladado a Madrid, donde unos meses después fue juzgado en Consejo de Guerra celebrado el 6 de octubre de 1939, siendo condenado a muerte. Fue fusilado en el cementerio del Este de Madrid el 20 de julio de 1940.